# 奥雷利亚谷站
奧雷利亞谷站（義大利語：Valle Aurelia）是羅馬地鐵的一個地下車站。奧雷利亞谷站是羅馬地鐵A線的車站，開通於1999年。車站附近有同名的義大利鐵路的車站。

## 外部連結
- Valle Aurelia station on the Rome public transport site (in Italian)
- Parco di Monte Ciocci (in Italian).